# Srbice u Votic
Srbice (deutsch Sirbitz) ist ein Dorf, das zur Gemeinde Votice im Okres Benešov gehört. Das Dorf befindet sich im Středočeský kraj.

## Geographie
Srbice befindet sich etwa einen Kilometer nördlich von Votice in Richtung der Gemeinde Olbramovice auf einer Höhe von 494 Metern über dem Meeresspiegel. Das Dorf gehört zu Mikroregion Džbány. Die Gegend um Srbice war bei der Begründung der Ansiedlung ein Salzabbaugebiet.
1991 hatte der Ort 70 Einwohner. Im Jahre 2001 bestand das Dorf aus 25 Wohnhäusern, in denen 76 Menschen lebten.